# IC 4106
IC 4106 је спирална галаксија у сазвјежђу Береникина коса која се налази на листи објеката дубоког неба у Индекс каталогу.
Деклинација објекта је + 28° 6' 50" а ректасцензија 13h 2m 38,5s. Привидна величина (магнитуда) објекта IC 4106 износи 14,6 а фотографска магнитуда 15,5. IC 4106 је још познат и под ознакама MCG 5-31-109, CGCG 160-112, DRCG 27-188, PGC 45025.